# Alvarado (Badajoz)
Alvarado, también conocido actualmente como Alvarado-La Risca por extensión del término en otras zonas, es una pedanía del municipio español de Badajoz, perteneciente a la provincia de Badajoz (comunidad autónoma de Extremadura).

## Alrededores y situación geográfica
Está situado a 18 kilómetros de la ciudad de Badajoz por la carretera   BA-022  Badajoz - Villalba de los Barros. Otros pueblos cercanos son: Talavera la Real (a 8 km), La Albuera (a 10 km) y Corte de Peleas (a 13 km).

## Demografía
En la actualidad Alvarado cuenta con 399 habitantes, de los cuales 154 son varones y 159 mujeres.
Evolución de la población de Alvarado en la última década:
| 265 | 285 | 278 | 297 | 299 | 297 | 299 | 297 | 302 | 399 |

## Economía
Su economía está basada principalmente en la agricultura y ganadería. En noviembre de 2007 se inauguró la planta fotovoltaica Girasol de 5MWp de potencia, promocionada por la empresa Tussol. En esta pedanía también se encuentran las bodegas Coloma
En esta pedanía también se ubica la planta termosolar Alvarado I,  propiedad de Acciona Energía de 50 MW de potencia y construida entre 2007 y 2010 por Acciona Infraestructuras y Seridom. La planta termosolar Alvarado I aparece reflejada en dos fotografías incluidas en Bosques de Luz (Kursaal, 2015) del fotógrafo madrileño José Manuel Ballester, quien fuera Premio Nacional de Fotografía en 2010.

## Transporte
La pedanía está unida a Badajoz por la línea 12 de autobús urbano, si bien esta línea tiene muy escasa frecuencia y la duración del recorrido hasta Badajoz puede llegar a ser superior a los 45 minutos, debido a que el autobús pasa antes por Balboa y Villafranco del Guadiana.
La compañía de transporte ANIBAL, a través de la línea de Alange, ofrece un viaje de ida directo a Badajoz por las mañanas en torno a las 9:10 y de vuelta en torno a las 14:00, si bien los horarios de esta línea cambian habitualmente y sin previo aviso.
Con todo, la pedanía carece de cualquier especie de transporte público durante los fines de semana y festivos.

## Patrimonio
Iglesia parroquial católica de San Miguel Arcángel, en la archidiócesis de Mérida-Badajoz.